# Салгани
Салгани́ — село Шабівської сільської громади в Білгород-Дністровському районі Одеської області, Україна. Населення становить 1186 осіб.

## Населення
Згідно з переписом 1989 року населення села становило 999 осіб, з яких 462 чоловіки та 537 жінок.
За переписом населення 2001 року в селі мешкали 1184 особи.

### Мова
Розподіл населення за рідною мовою за даними перепису 2001 року:
| Мова       | Відсоток |
| ---------- | -------- |
| українська | 72,77 %  |
| російська  | 22,34 %  |
| болгарська | 2,36 %   |
| молдовська | 1,01 %   |
| циганська  | 1,01 %   |
| гагаузька  | 0,25 %   |
| вірменська | 0,17 %   |

## Входження в адміністративно-територіальні одиниці

### 1965 рік
Утворено Салганську сільську раду, Білгород-Дністровський район, Одеської області, Адміністративний центр — село Салгани.
Сільській раді підпорядковані населені пункти:
- с. Салгани
- с. Абрикосове
- с. Привітне [4]

### 1 травня 1967 рік
Салгани визначено у складі Бритівської сільської ради, Білгород-Дністровський район, Одеська область.

### 1 січня 1972 рік
Салгани входять у склад Бритівської сільської ради, Білгород-Дністровський район, Одеська область.

### 1 січня 1990 рік
Салгани входять у склад Бритівської сільської ради, Білгород-Дністровський район, Одеська область.

### 5 травня 2017 рік
Від 5 травня 2017 року в рамках адміністративно-територіальної реформи 2015—2020 років, с. Салгани включено у склад Шабівської сільської об'єднаної територіальної громади з адміністративним центром у селі Шабо. Склад: села Абрикосове, Біленьке, Бритівка, Вигон, Польове, Привітне, Салгани, Софіївка, Черкеси та селище Прибережне.

### 17 липня 2020 рік
Салгани входять у склад Шабівської територіальної громади, Білгород-Дністровський район, Одеська область.